# Schlauchquetschventil

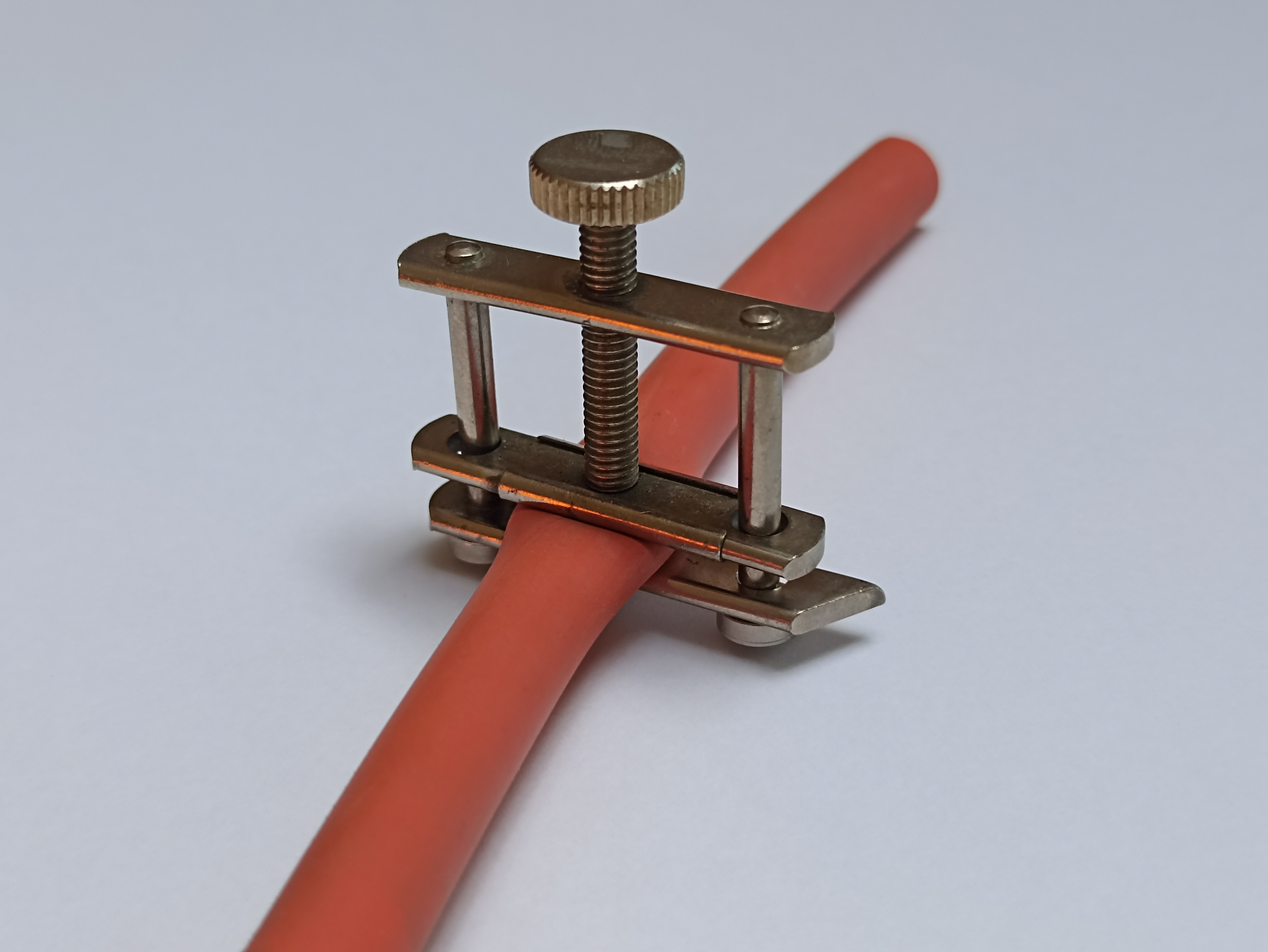
Schlauchquetschventil nach Hoffmann aus dem Chemie-Labor

Quetschventile oder Schlauchquetschventile bestehen in der Regel aus einem rohrförmigen, runden oder elliptischen Durchgangsgehäuse und einem darin als Manschette eingelegten Elastomerschlauchstück, das an beiden Enden von einem Flansch oder einer Muffe zum Gehäuse abgedichtet wird.
Durch Einführung eines Kolbens, eines Balkens oder einer Zunge seitlich des Schlauchstücks bzw. durch Einpressen einer Steuerflüssigkeit oder eines Gases von außerhalb des Schlauchstücks wird dieses gequetscht. Das Schlauchstück verringert oder verschließt so den freien Durchgang für durchfließende Flüssigkeiten, Gase oder Stoffgemische.
Der sich beim Schließen des Ventils zwischen Elastomer-Schlauchstück und Gehäuse bildende Raum wird Steuer- oder Funktionsraum genannt.

## Funktion
Durch Zuführung von Druckluft, einem anderen neutralen Gas, einem Fluid oder einem festen Körper in das Ventilgehäuse verformt sich das Elastomerschlauchstück lippenförmig und sperrt den Produktstrom ab. Wenn der Steuer-/Funktionsraum des Ventilgehäuses durch Entlüftung oder Entleerung freigegeben wird, öffnet sich das Elastomerschlauchstück durch den Druck des Mediums wieder bis zum vollen Durchgang.

## Typen
Durch ein festes Element betätigte Ventile werden in der Regel als mechanische Schlauchquetschventile bezeichnet. Magnetische Schlauchquetschventile werden elektrisch angesteuert.
Mit einer Flüssigkeit gesteuerte Ventile heißen hydraulische Schlauchquetschventile. Mit Druckluft angesteuerte Ventile heißen pneumatische Schlauchquetschventile.
In Verbindung mit elektropneumatischen Proportionalventilen können pneumatische Schlauchquetschventile auch zur groben Regelung bzw. Dosierung des Produktstromes eingesetzt werden.

## Einsatzgebiete
Schlauchquetschventile werden hauptsächlich zum Absperren von abrasiven, korrosiven und fasrigen Produkten verwendet, deren Feststoffanteil zum schnellen Verschleiß, zur Verstopfung oder Blockade konventioneller Ventile führen würde.
Schlauchquetschventile dienen speziell zum Absperren und Steuern von Stoffströmen mit Feststoffanteilen wie granularen und kristallinen Medien, Pulvern, Stäuben, Pellets, Spänen, Sand, Zement, Kies, Textilfasern, Kohle und Schlämmen.
Entsprechend der vorgesehenen Anwendung werden Elastomere wie Naturkautschuk, EPDM, NBR, Chloropren-Kautschuk, Viton und Silikongummi in Verbindung mit unterschiedlichen Gehäuse-, Flansch- und Muffenwerkstoffen eingesetzt. Für die Gehäuse kommen beispielsweise Kunststoff, Stahlguss, Aluminium oder Edelstahl infrage.
Typische Anwendungen:
- Schüttguttechnik,
- Absauganlagen,
- Wasserstrahlschneidanlagen,
- Wasseraufbereitungsanlagen,
- Dosieranlagen,
- Wiegesysteme, als Manschette
- Vakuumtoilettensystem,
- Pulverlackieranlagen,
- Zementindustrie,
- Silobefülleinheiten,
- Mörtel-/Gipsspritzanlagen,
- Nutzfahrzeugtechnik,
- Maischeverteilung bei der Weinherstellung

## Vorteile
Die Vorteile eines Schlauchquetschventils gegenüber anderen Absperrarmaturen sind:
- minimaler Reibungswiderstand und keine Neigung zur Verstopfung durch freien Produktdurchfluss ohne Umlenkung des Stoffstroms
- geringes Eigengewicht und einfacher Aufbau mit wenigen beweglichen Teilen
- zuverlässige Abdichtung
- einfache Automatisierbarkeit.

Gegenüber Kugelhähnen entstehen beim Schließen geringere Druckstöße (Rückschläge).
Je nach Medium und Elastomer muss das Schlauchstück mehr oder weniger häufig ausgewechselt werden.